# Tropidoprion coquerelii
Tropidoprion coquerelii är en skalbaggsart som först beskrevs av Leon Fairmaire 1901.  Tropidoprion coquerelii ingår i släktet Tropidoprion och familjen långhorningar.
Artens utbredningsområde är Madagaskar. Inga underarter finns listade i Catalogue of Life.